# Tecunumania
Tecunumania es un género con una sola especie, Tecunumania quetzalteca Standl. & Steyerm., de plantas con flores perteneciente a la familia Cucurbitaceae. 